# Herod Archelaos
     Dzielnica Heroda Archelaosa, od 6 rzymska prowincja Judea
     Dzielnica Heroda Antypasa
     Dzielnica Heroda Filipa II
     Salome I (miasta Jamnia, Azotus, Fazaelis)
     Rzymska prowincja Syria
     Wolne miasta (Dekapolis)

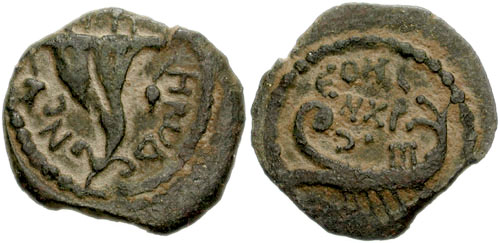
Moneta Heroda Archelaosa

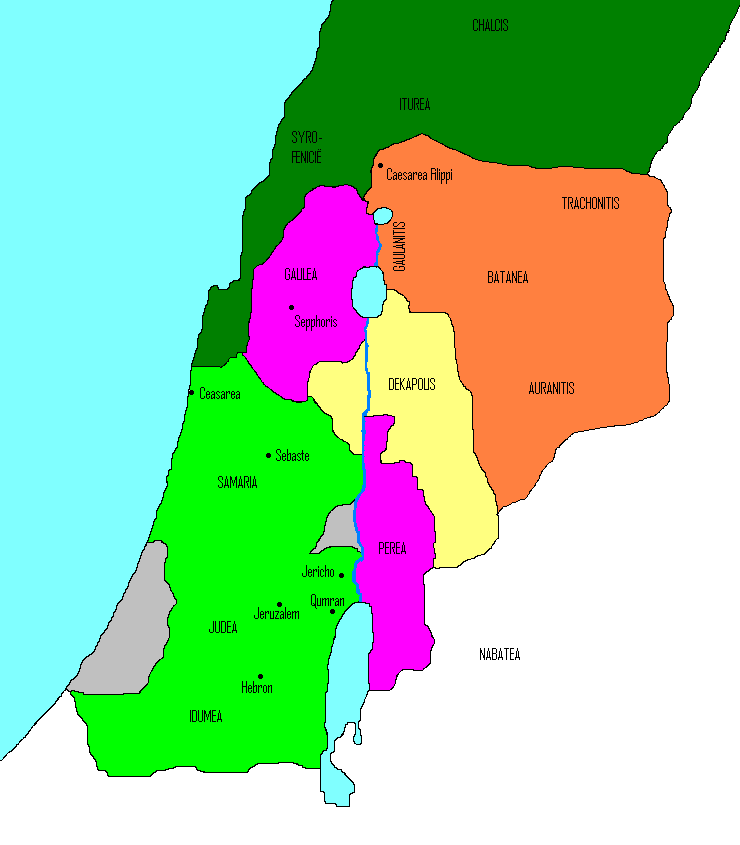
Królestwo Heroda Wielkiego po jego śmierci podzielone między synów i jego siostrę:
Dzielnica Heroda Archelaosa, od 6 rzymska prowincja Judea
Dzielnica Heroda Antypasa
Dzielnica Heroda Filipa II
Salome I (miasta Jamnia, Azotus, Fazaelis)
Rzymska prowincja Syria
Wolne miasta (Dekapolis)

Herod Archelaos, Herod Archelaus (ur. ok. 27 lub 23 p.n.e., zm. po 6 n.e.) – etnarcha Judei, Samarii i Idumei w latach 4 p.n.e. – 6 n.e. Syn Heroda Wielkiego,
rodzony brat Heroda Antypasa. Przez ojca został przewidziany na króla Judei, lecz pod wpływem zamieszek,  do jakich doszło po śmierci Heroda Wielkiego i sporów między jego synami, Oktawian August mianował Archelaosa jedynie etnarchą. Tyrańskie rządy Archelaosa sprawiły, że August w 6 roku pozbawił go tetrarchii i skazał na zesłanie do Galii. Dalsze losy Archelaosa nie są dokładnie znane.

## Wywód przodków
| 4. Antypater |  |                 |  |  |                    |
|              |  | 2. Herod Wielki |  |  |                    |
| 5. Kypros I  |  |                 |  |  |                    |
|              |  |                 |  |  | 1. Herod Archelaos |
| 6. NN        |  |                 |  |  |                    |
|              |  | 3. Maltake      |  |  |                    |
| 7. NN        |  |                 |  |  |                    |
|              |  |                 |  |  |                    |

## Życiorys
Archelaos był starszym synem Heroda Wielkiego i jego czwartej żony Maltake, z pochodzenia Samarytanki; rodzonym bratem Antypasa.
Badacze nie są zgodni, co do jego daty urodzenia. Część podaje, że urodził się około 27 p.n.e., inni że około 23 p.n.e. Archelaos początkowo nie był przewidywany na następcę przez ojca. Pojawił się dopiero w ostatnim, szóstym testamencie Heroda Wielkiego, sporządzonym na kilka dni przed jego śmiercią w 4 p.n.e. W myśl tego testamentu Archelaos miał zostać królem, jego rodzony brat Antypas tetrarchą Galilei i Perei, a przyrodni Filip – tetrarchą Gaulanitis, Trachonitis i Batanei.
Archelaos nie zdecydował się na przyjęcie tytułu królewskiego; uważał, że testament jego ojca musi zostać zatwierdzony przez cesarza Oktawiana Augusta. Faktycznie został jednak następcą ojca; jako taki został przedstawiony armii przez siostrę Heroda, Salome I, i jej męża Aleksasa.
Archelaos, podobnie jak jego ojciec, okazał się okrutny i despotyczny. Rozgniewał także swych tradycyjnie myślących poddanych, poślubiając, wbrew Prawu Mojżeszowemu, Glafirę, dawną żonę jednego ze swych braci, Aleksandra, jednocześnie porzucając swoją pierwszą żonę.  Glafira bowiem miała synów z pierwszego małżeństwa. Odwołał z urzędu arcykapłana Joazara syna Boetosa. Następcą mianował jego brata – Eleazara. Tego również usunął z urzędu, powierzając godność arcykapłana Jezusowi synowi See.
Próbował naśladować ojca w kwestiach architektury, odnawiając pałac królewski w Jerychu i budując w tejże okolicy nowe miasto, które nazwał na swoją cześć Archelaidą.
W wyniku wielokrotnych skarg ciemiężonej ludności August w 6 roku postanowił zesłać Archelaosa do Wienny w południowej Galii, a jego ziemie przyłączyć wprost do sąsiedniej prowincji syryjskiej. To zadanie miał wykonać Kwiryniusz, nowo mianowany gubernator Syrii. Pierwszym posunięciem, jakie z konieczności nasuwało się w związku z obejmowaniem nowych ziem, było dokonanie spisu ludności i jej majątków, jak również prywatnego majątku Archelaosa. Było to niezbędne, ponieważ własność prywatna Archelaosa ulegała konfiskacie, ludność zaś Judei miała odtąd podlegać (jak ludność wszystkich prowincji) rzymskiemu systemowi podatkowemu. Jednocześnie Judea otrzymała regionalnego namiestnika (praefectus) jako zarządcę – pierwszym był Koponiusz. Wiadomość o przygotowaniu spisu wywołała wśród Żydów gwałtowny opór. Arcykapłan Joazar, syn Boetosa, próbował uspokoić wzburzoną ludność, jednak niezadowolenie utrzymywało się i doprowadziło nawet do wybuchu powstania zelotów pod wodzą Judy Galilejczyka. Rewolta została jednak szybko stłumiona przez Rzymian.

## Archelaos w Nowym Testamencie
Herod Archelaos jest wspomniany imiennie tylko raz w Ewangelii Mateusza. Józef, Maria i Jezus uciekli do Egiptu, żeby uniknąć rzezi niewiniątek. Gdy umarł Herod Wielki, Józefowi anioł powiedział we śnie, by wrócił do Izraela. Lecz jako że w czasie powrotu usłyszał, że w Judei panuje Archelaos, postanowił udać się do Galilei.
Początek i konkluzja Przypowieści o minach Jezusa Chrystusa w Ewangelii Łukasza prawdopodobnie odnosi się do Archelaosa. W takiej sytuacji znalazł się udawszy się do Rzymu:
«Pewien człowiek szlachetnego rodu udał się w kraj daleki, aby uzyskać dla siebie godność królewską i wrócić (...) Ale jego współobywatele nienawidzili go i wysłali za nim poselstwo z oświadczeniem: „Nie chcemy, żeby ten królował nad nami”. Gdy po otrzymaniu godności królewskiej wrócił (...) [rzekł:] Tych zaś przeciwników moich, którzy nie chcieli, żebym panował nad nimi, przyprowadźcie tu i pościnajcie w moich oczach"».